# آصف‌علی زرداری
آصف علی زرداری (زاده ۲۶ ژوئیه ۱۹۵۵) سیاستمدار پاکستانی و همسر بی‌نظیر بوتو نخست‌وزیر فقید پاکستان است. وی پس از ترور بوتو معاونت رهبری حزب مردم پاکستان را بر عهده گرفت. در تاریخ ۶ سپتامبر ۲۰۰۸برای بار اول و در تاریخ ۱۰ مارس ۲۰۲۴ برای دومین بار با رأی اکثریت نمایندگان مجلس سنا رئیس‌جمهور پاکستان شد.
آصف علی زرداری از اعضای برجسته طایفه زرداری است که در سال ۱۹۸۷ با بی‌نظیر بوتو ازدواج کرد. وی همچنین در زمان نخست‌وزیری همسرش، سمت وزیر سرمایه‌داری را بر عهده داشت.
آصف زرداری تا به حال با اتهاماتی در خصوص فساد مالی روبرو بوده است. زرداری یازده سال از عمر خود را در زندان به سر برده است. برخی از پزشکان پیش از برگزاری انتخابات ریاست‌جمهوری پاکستان ادعا می‌کردند که زرداری از افسردگی ناشی از شکنجه در دوران زندان رنج می‌برد.
او به علت رو به رو بودن با اتهاماتی از جمله دریافت رشوه در دوران وزارت خود به آقای ده درصدی نیز معروف است.

## زندگی شخصی
آصف علی زرداری، در ۲۱ ژوئیه سال ۱۹۵۶ در شهر نوابشاه، ایالت سند در یک خانواده بلوچ چشم به جهان گشود. پدرش حکیم علی زرداری از سیاستمداران پاکستانی بود. او بیشتر دوران آموزش خود را در مدرسه سن پاتریک کراچی، جایی که پرویز مشرف نیز در آنجا مشغول تحصیل بود، گذراند.
وی سپس برای ادامه تحصیل به دانشکده اقتصاد لندن رفت و پس از بازگشت در ۱۸ دسامبر ۱۹۸۷ با بی نظیر بوتو ازدواج کرد. آن‌ها پس از ازدواج صاحب سه فرزند به نام‌های بلاول، بختاور و آصفه شدند.

## زرداری
زرداری بیش از یک‌پنجم عمر خود را در زندان سپری کرده است. اولین تجربه زندان او در در سال ۱۹۹۰ بود. آصف به اتهام بستن یک بمب کنترل از راه دور به پای مرتضی بخاری تاجر پاکستانی مقیم انگلیس و اجبار او به رفتن به بانک و خالی کردن حساب ۸۰۰ هزار دلاریش دستگیر شد.
او در سال ۱۹۹۳ با قدرت گرفتن حزب مردم و نخست‌وزیری همسرش تبرئه و آزاد شد.
زرداری در سال ۱۹۹۶ دوباره به اتهام فساد مالی دستگیر شد و پس از مدت کوتاهی به قتل میرمرتضی بوتو برادر همسرش نیز متهم شد. مهم‌ترین اتهام مالی او در آن هنگام دریافت ۲۰۰ میلیون دلار رشوه از یک پیمانکار فرانسوی برای خرید ۴ میلیارد دلار جنگنده برای ارتش پاکستان بود. آصف نهایتاً در نوامبر ۲۰۰۴ به قید کفالت آزاد شد، اما در دسامبر همان سال دوباره دستگیر شد و در نهایت با مذاکرات حزب مردم و نواز شریف نخست‌وزیر وقت، قضات حکم آزادی او را صادر کردند.
زرداری پس از آن برای درمان دیابت و ناراحتی در ستون فقرات خود، رهسپار آمریکا شد ولی با بازگشت همسرش به کشور دوباره وارد صحنه سیاست کشورش شد.

## رهبری حزب مردم
پس از ترور بی نظیر بوتو در ۲۷ دسامبر ۲۰۰۷ فرزند ۱۹ ساله آن‌ها بیلاوال به رهبری حزب مردم برگزیده شد و قرار شد تا پایان دوران تحصیل او در دانشگاه آکسفورد (در رشته تاریخ) آصف علی رهبری حزب را بر عهده گیرد.
حزب مردم در ۱۸ فوریه ۲۰۰۸ در انتخابات مجالس قانونگذاری پاکستان به پیروزی رسید و او در ائتلاف با نواز شریف رهبر مسلم لیگ حزب دوم انتخابات، جمعیت علمای اسلام و چند حزب دیگر دولت ائتلافی پاکستان را تشکیل داد.
اختلاف دولت و پرویز مشرف بر سر بازگشت قضات اخراج شده به مناصب خود موجب شد تا زرداری با حمایت احزاب دیگر طرح استعفا یا استیضاح مشرف را مطرح کرد. فشارهای وارده بر مشرف در نهایت منجر به استعفای او شد. استعفای مشرف به آشکار شدن اختلاف میان دو حزب اصلی تشکیل دهنده دولت انجامید. حزب نواز شریف یک هفته پس از استعفای مشرف از دولت خارج شد و سعیدالزمان صدیقی از قضات بازنشسته را به عنوان کاندیدای خود برای انتخابات ریاست جمهوری معرفی کرد.
آصف علی زرداری با ۴۱۱ رأی نمایندگان مجلس سنا در ماه مارس ۲۰۲۴ برای دومین بار به عنوان چهاردهمین رئیس‌جمهور پاکستان انتخاب شد.[پیوند]